# Alí ar-Ridà
Abu-l-Hàssan ibn Mussa ibn Jàfar, conegut com a Alí ibn Mussa ar-Ridà (àrab: علي بن موسى الرضا, ʿAlī ibn Mūsà ar-Riḍā) o simplement Alí ar-Ridà (persa: علي الرضا, Ali Reza) (Medina, vers 765 o 770 - Tus, 818), fou el vuitè imam dels xiïtes duodecimams.
Era fill de l'imam Mussa al-Kàdhim i d'una umm wàlad de Núbia el nom de la qual apareix de diverses formes. Va portar una vida pietosa a Medina ocupat només en afers religiosos.
El 816 fou cridat pel califa al-Mansur a Merv i designat hereu del califat amb el títol o làqab d'ar-Ridà. El califa, amb el suport dels dignataris alides i abbàssides encapçalats pel fill d'Al-Mamun, van fer campanya per aquesta nominació. Per orde del califa les banderes verdes van substituir les negres a tot el territori del califat. Els governadors abbàssides van obeir l'orde, excepte Ismaïl ibn Jàfar de Bàssora.
Al l'Iraq, de majoria sunnita, el nomenament d'un xiïta després del trasllat de la capital a Merv va ser mal acceptat. Va esclatar la revolta a Bagdad i un príncep abbàssida fou designat califa. El 818 al-Mansur es va dirigir a Bagdad lentament, i hi va arribar el 819. Mentrestant va morir primer al-Fadl ibn Sahl, el ministre principal del califa i suposat inductor del nomenament, que fou assassinat a Sarakhs, i poc després el mateix Alí ar-Ridà, de malaltia, encara que els xiïtes ho atribueixin a un enverinament, potser fins i tot instigat pel mateix califa.
A la ciutat de Tus se li va erigir un santuari (màixhad) que va acabar donant nom a la ciutat, l'actual Mashad.